# Pylaisiadelpha brasiliensis
Pylaisiadelpha brasiliensis là một loài rêu trong họ Sematophyllaceae. Loài này được H.A. Crum mô tả khoa học đầu tiên năm 1984.